# Остравский технический университет
Высшая школа горно-металлургическая — Остравский технический университет (чеш. Vysoká škola báňská – Technická univerzita Ostrava (VŠB - TUO)) — высшее учебное заведение в чешском городе Остраве. Подготовка ведётся как по экономическим, так и техническим специальностям.

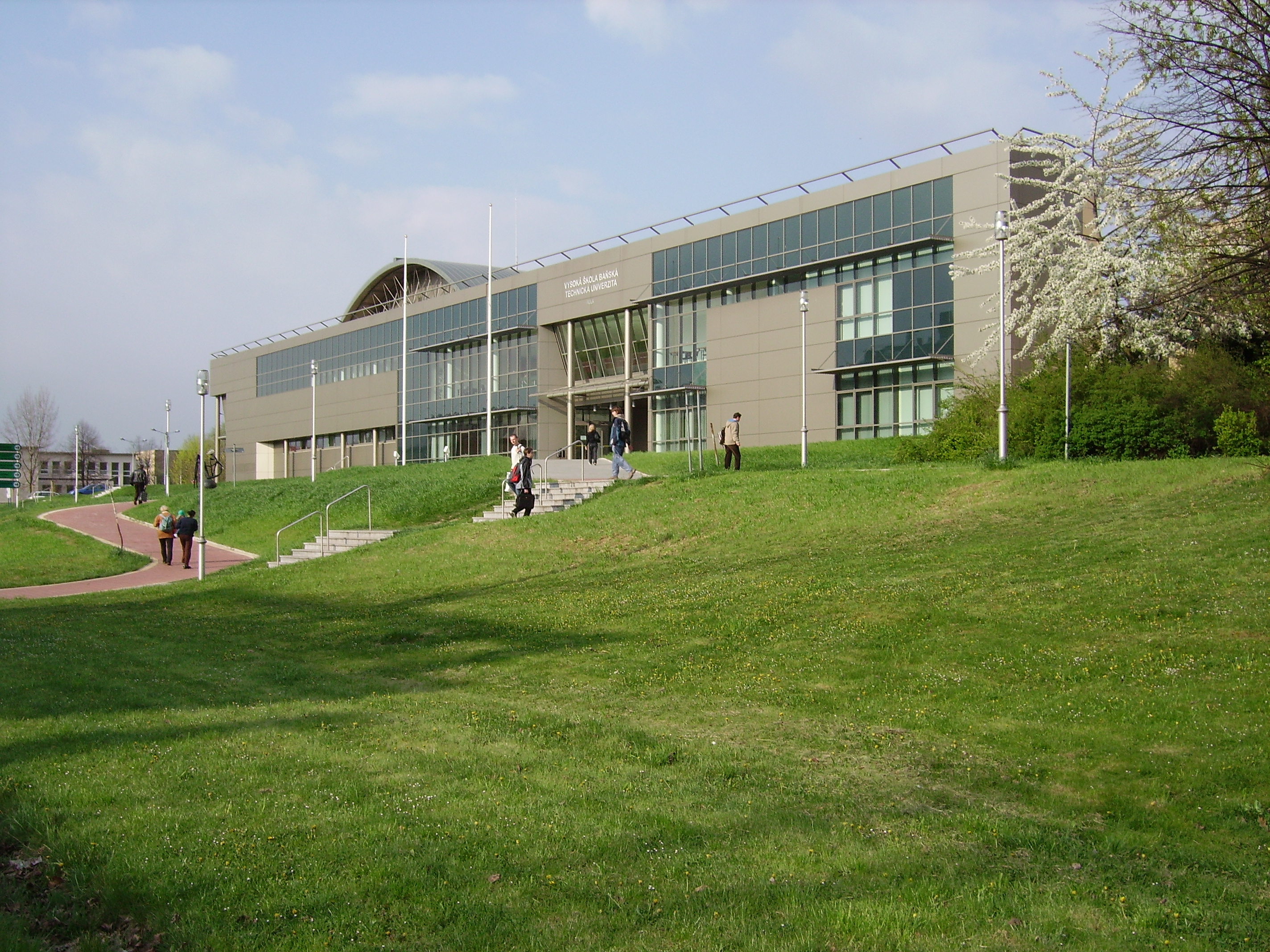

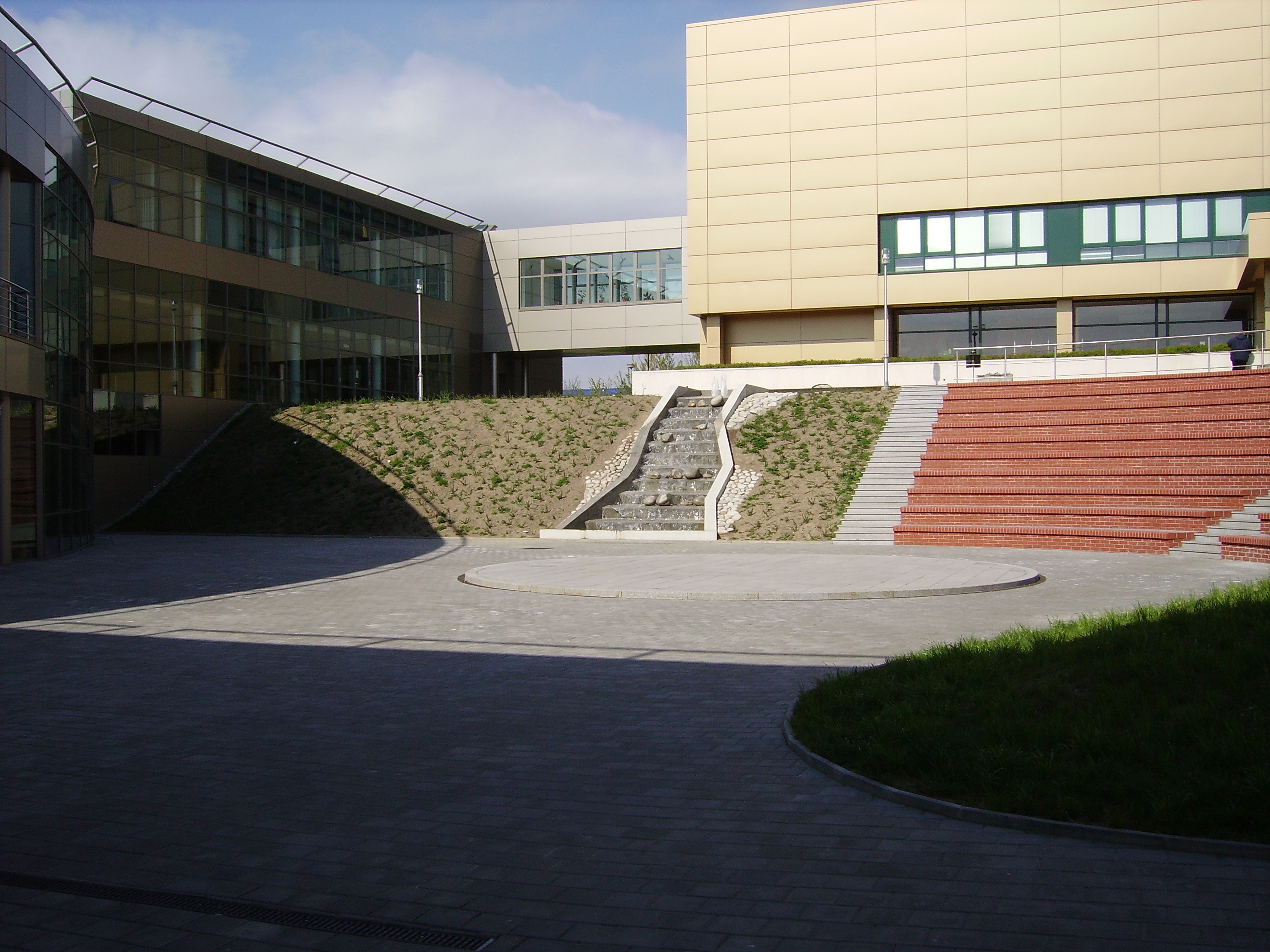

## Структура
В настоящее время в университете обучаются по 124 программам бакалавриата, магистратуры и докторантуры свыше 20 000 студентов на 7 факультетах:
- Экономический
- Строительный
- Машиностроительный
- Электротехники и информатики
- Горно-геологический
- Металлургии и инженерии материалов
- Инженерии безопасности

Кроме этого в университете существуют две общеуниверситетских программы:
- Мехатроника
- Нанотехнологии

## История
Один из крупнейших вузов Чешской Республики. Университет создан на базе горно-геологического училища, основанного по императорскому указу в 1849 году в г. Пршибрам. В 1945 году университет был перенесён в Остраву.
В настоящее время около 1 000 студентов обучаются на английском языке.

## Сотрудничество
Университет тесно сотрудничает с промышленными компаниями. После того как Чешская Республика вступила в ЕС, особое внимание университет стал уделять европейским исследовательским программам, внедрил европейскую системы кредитов ECTS. В связи с ориентированием на подготовку специалистов горного дела, университет является членом ассоциации «Чешская добывающая техника».